# Theater of War
Theater of War è il secondo album in studio del gruppo musicale power metal statunitense Jacobs Dream, pubblicato nel 2001 dall'etichetta discografica Metal Blade Records.

| Recensione        | Giudizio |
| ----------------- | -------- |
| Rock Hard tedesco | [ 2 ]    |

## Il disco
Il disco venne registrato con due nuovi membri rispetto al precedente: il chitarrista Derek Eddleblute ed il batterista Billy Queen. L'album contiene due canzoni presenti anche sul demo del 1996, si tratta di Sarah Williams e Wisdom.

Lo stile delle composizioni non si discosta di molto da quello presentato sull'omonimo disco d'esordio e i testi delle canzoni ancora una volta trattano argomenti religiosi.
Nel 2003 il CD è stato inserito dalla Metal Blade in un box set "slipcase"  insieme all'album precedente.

## Tracce
Testi di Jacobs Dream.
1. Sanctuary – 4:45
2. Theater of War – 4:46
3. Traces of Grace – 5:25
4. Wisdom – 5:34
5. The Warning – 4:21
6. Sarah Williams – 7:07
7. De Machina Est Deo – 3:42
8. Black Souls – 3:50
9. Critical Mass – 5:25

## Formazione
- David Taylor - voce
- John Berry - chitarra, synth
- Derek Eddleblute - chitarra
- James Evans - basso
- Billy Queen - batteria